# Guido Menasci
Guido Menasci, italijanski libretist, * 24. marec 1867, Livorno, Italija, † 27. december 1925.
Najbolj se je proslavil kot solibretist besedila (skupaj z Giovannijem Targioni-Tozzettijem) za Mascagnijevo opero Cavalleria rusticana.

## Libreta (izbor)
- Cavalleria rusticana, Pietro Mascagni
- Kraljica Diaz, Umberto Giordano
- Stara pesem, Viktor Parma